# شهرستان البارده
شهرستان البارده یک منطقهٔ مسکونی در سومالی است که در استان بکول واقع شده‌است.